# Telamona lugubris
Telamona lugubris är en insektsart som beskrevs av Ball. Telamona lugubris ingår i släktet Telamona och familjen hornstritar. Inga underarter finns listade i Catalogue of Life.